# Лазар Павловић
Лазар Павловић (Звечка код Обреновца, 2. новембра 2001) српски је фудбалер.

## Каријера

### Партизан

#### Сезона 2018/19: Први професионални наступи
Родом из села Звечка у општини Обреновац, а своје прве фудбалске кораке начинио код тренера Миодрага Арсовића у клубу Обреновац 1905. Године 2011, Павловић је прешао у Партизан, а првих неколико година на тренинге свог новог клуба путовао је из родног места. Касније се са породицом преселио у Београд, где је наставио редовно да тренира. Лета 2016, уступљен је филијали, Телеоптику, где је у сезони 2016/17. био члан екипе млађих кадета. По повратку у Партизан, следеће такмичарске године наступао је за кадетску селекцију, али је 2018. доживео тежу повреду, због чега није наступао током дужег периода. У марту 2019. године, тадашњи вршилац дужности шефа стручног штаба, Жарко Лазетић, Павловића је прикључио тренинзима првог тима.

Чак ни ја нисам знао да ћу бити међу 18 и кренути на пут, а камоли да ћу бити стартер. Био сам заиста изненађен, али није било оне негативне треме, већ само жеља да утакмица што пре почне. Када ме је шеф питао да ли сам спреман, одговорио сам одмах: Наравно да сам спреман. И заиста сам и био. Тај осећај се не може описати осим речју - феноменално. Прво сам јавио својој породици, а онда се јавила она мала позитивна трема и жеља да што пре изађем на терен. Ово је остварење мог сна.

—Лазар Павловић, мај 2019.
Павловић је свој дебитантски наступ у професионалној конкуренцији уписао на другој утакмици полуфинала Купа Србије, када га је тренер Саво Милошевић уврстио у стартну поставу Партизана на гостовању Радничком у Нишу. Павловић је на терену провео 82 минута, након чега је, уместо њега, у игру ушао Саша Илић. Три дана касније, 18. маја 2019, Павловић је потписао свој први професионални уговор са клубом. У економату клуба задужио је дрес са бројем 10, који је претходно носио Марко Јанковић. На затварању сезоне у Суперлиги Србије, Павловић је у игру ушао у 82. минуту, уместо Саше Илића, коме је то била последња утакмица у играчкој каријери на Стадиону Партизана. У Финалу Купа Србије, Павловић је на терен крочио у 75. утакмице, заменивши Ђорђа Ивановића, док је четири минута касније јавно опоменут. Партизан је минималном победом над Црвеном звездом на Стадиону Рајко Митић освојио 7. трофеј у том такмичењу од осамостаљења Србије, а Павловић своје прво такво признање у професионалној каријери.

#### Сезона 2019/20: Лига Европе
Павловић се одазвао првом окупљању за такмичарску 2019/20. сезону, код тренера Милошевића. Са екипом је, затим прошао прву фазу припрема на Златибору, где је одиграо две пријатељске утакмице, против подгоричке Будућности, односно Звијезде 09 из Станишића, када је постигао свој дебитантски погодак у дресу Партизана. Он је са екипом отпутовао и на наредну фазу припрема, на Похорју. Ту је на првој припремној утакмици, против екипе Белтинаца, био у првој постави Партизана, док је на осталим сусретима, са Олимпијом, Бордоом, односно Пакшијем, у игру улазио са клупе. На отварању сезоне у Суперлиги Србије, против Инђије на стадиону у истоименом месту, Павловић је био на клупи за резервне фудбалере. Први наступ у сезони уписао је у трећем колу домаћег шампионата, против шабачке Мачве, када је на терену заменио Сејдубу Суму у 61. минуту игре. На том сусрету асистирао је за последњи од укупно четири поготка своје екипе, који је постигао Умар Садик. Своју прву континенталну утакмицу на клупском нивоу, Павловић је одиграо у реванш сусрету против турског представника Малатјаспора, у оквиру трећег кола квалификација, када је, такође, у игру ушао уместо Сејдубе Суме.
Павловић је свој први наступ у групној фази Лиге Европе забележио у поразу од Манчестер јунајтеда на домаћем терену, у оквиру трећег кола такмичења, када је у игру ушао уместо Сејдубе Суме у 83. минуту утакмице. Неколико дана касније, играо је и на сусрету са суботичким Спартаком, у 13. колу Суперлиге Србије, када је такође заменио истог играча. Убрзо након уласка у игру, над њим је голман гостујуће екипе, Иван Докић, скривио једанаестерац, који је реализовао Ђорђе Ивановић.

## Репрезентација
Павловић је за репрезентацију Србије дебитовао у узрасту до 14 година старости, када је са том екипом наступио на међународном турниру у Хрватској, 2015. Он је тада одиграо две утакмице, а наступе је уписао на сусрету са селекцијом домаћина, односно селекцијом Сједињених Америчких Држава. Пролећа наредне године, Павловић је добио позив селектора Владимира Јешића у састав пионирске селекције, те је почетком априла наступио на два пријатељска сусрета са одговарајућим саставом Холандије. Он је, потом, у наредном циклусу био стандардни члан млађе кадетске репрезентације. Био је стрелац на тренинг утакмици против селекције Војводине, док је касније погодио и на сусрету против Црне Горе, где је екипа била на седмодневним припремама у фебруару 2017. У септембру 2017, Павловић је за кадетску репрезентацију Србије одиграо две пријатељске утакмице против Јерменије, док је касније наступио на сва три сусрета у петој групи првог кола квалификација за Европско првенство у узрасту до 17 година. Током 2018, Павловић није наступао за репрезентативне селекције, услед задобијања теже повреде. За селекцију до 18 година старости дебитовао је на пријатељском сусрету са екипом Босне и Херцеговине у Зеници, 18. априла 2019. године.
Почетком септембра 2019, Павловић се нашао на списку селектора Ивана Јевића за меморијални турнир „Стеван Ћеле Вилотић“. Дебитовао је на отварању тог турнира, против одговарајуће селекције Израела, док је на наредна два сусрета, против екипа Мађарске и Црне Горе, постигао по погодак. Омладинска репрезентација Србије тада је остварила прво место. Наредног месеца, Павловић је уврштен међу играче позване за први круг квалификационог циклуса за Европско првенство. Он је на првом сусрету, одиграном на Стадиону Чукаричког на Бановом брду, постигао једини погодак за свој тим за нерешен исход са селекцијом Румуније, након додавања клупског саиграча, Филипа Стевановића. На наредној утакмици, против Литваније, Павловић је постигао три гола и поделио три асистенције у победи Србије резултатом 8 : 0. У новембру 2019, Павловић се нашао на списку селектора Илије Столице за квалификационе утакмице младе репрезентације Србије за Европско првенство 2021. године.

## Начин игре
Јесте изненађење за ширу јавност, међутим, ја га знам из млађих репрезентативних селекција и омладинаца Партизана. Плус, имали смо проблем са повређеним играчима. Одлучио сам се за њега, јер му је позиција централног везног природна. Николић, иако ју је играо, ту се не сналази баш најбоље. Нисам сумњао да ће се Лазар снаћи. Претпостављам да је појава Павловића била изненађење и за наше ривале. Не бих много причао о њему, ово му је тек прва утакмица. Нити сам ја нешто посебно урадио. Ово је само логична ствар. Испало је добро.

—Саво Милошевић, након утакмице против Радничког у Нишу, мај 2019.
Павловић је у млађим узрастима наступао ближе нападачима, док се у кадетској, а касније и омладинској селекцији разиграо у централном делу везног реда. У том периоду важио је за носиоца игре своје екипе, али је услед теже повреде паузирао неколико месеци. По повратку на терен и потпуном опоравку, Павловић је прикључен тренинзима сениорске екипе код Жарка Лазетића, а пред крај сезоне 2018/19, Саво Милошевић га је уврстио у такмичарску екипу. Услед повреда неколицине фудбалера, Милошевић се на другој утакмици полуфинала Купа Србије, против Радничког у Нишу, одлучио за састав у ком је Павловићу наменио улогу стартера у средишњем делу везног реда. Павловић је тада на терену провео 82 минута, после чега је место на терену уступио 24 године старијем Саши Илићу. Милошевић је своју одлуку образложио тиме да је желео да укључи фактор изненађења за противника, те да Павловића познаје из млађих категорија и да је у питању играч коме је то природна позиција. Према оцени стручне јавности, дела навијача и спортских редакција српских медија, Павловић је на терену оставио задовољавајући утисак, због чега су неки од њих у њему препознали наследника дугогодишњег капитена клуба, који је по окончању сезоне завршио играчку каријеру.
Након те утакмице, Павловић је описан као фудбалер са изразитим осећајем за простор, који игра једноставно, унапред и са правовременим пасовима ка саиграчима. У једној од анализа игре Партизана, примећено је да је акција која је претходила изједначујућем поготку, који је за гостујући састав постигао Зоран Тошић, започета пасом Павловића. Након примљеног гола, Милошевић је променио тактичке замисли и инсистирао на игри кратких додавања, при чему је игра Павловића дошла до изражаја. Партизан је резултатом 1:1 остварио пласман у финале тог такмичења. Недуго затим, Павловић је потписао професионални уговор са клубом, у трајању од три године. На уласку у први тим задужио је дрес са бројем 10, који је претходно остао слободан након одласка Марка Јанковића у италијански СПАЛ. Тај број је претходно носио у млађим клупским и репрезентативним узрастима, а као свог узора по стилу игре означио је аргентинског фудбалера Лионела Месија, који такође носи тај број.
Павловићу су дебитантски наступи крајем сезоне 2018/19. донели скок процењене тржишне вредности. Саво Милошевић га је током летњег периода пред почетак сезоне, као и на отварању такмичарске 2019/20. најчешће користио као алтернативу Сејдуби Суми на месту креатора игре. Павловић је након тога добио и позив у састав омладинске репрезентације Србије. Тако је, током септембра и октобра 2019. на неколико узастопних утакмица погађао мреже противничких екипа, из игре и једанаестераца, док је на другом сусрету првог круга квалификација, постигао хет трик и асистирао за три поготка у победи од 8 : 0 против селекције Литваније.

## Статистика

### Клупска
Ажурирано 15. јуна 2022.
| Клуб     | Сезона   | Лига             | Лига    | Лига   | Национални куп | Национални куп | Европа  | Европа | Остало  | Остало | Укупно  | Укупно |
| Клуб     | Сезона   | Дивизија         | Наступа | Голова | Наступа        | Голова         | Наступа | Голова | Наступа | Голова | Наступа | Голова |
| -------- | -------- | ---------------- | ------- | ------ | -------------- | -------------- | ------- | ------ | ------- | ------ | ------- | ------ |
| Партизан | 2018/19. | Суперлига Србије | 1       | 0      | 2              | 0              | —       | —      | —       | —      | 3       | 0      |
| Партизан | 2019/20. | Суперлига Србије | 16      | 0      | 3              | 2              | 3       | 0      | —       | —      | 22      | 2      |
| Партизан | 2020/21. | Суперлига Србије | 19      | 1      | 2              | 1              | 0       | 0      | —       | —      | 21      | 2      |
| Партизан | 2021/22. | Суперлига Србије | 12      | 0      | 2              | 0              | 3       | 0      | —       | —      | 17      | 0      |
| Партизан | Укупно   | Укупно           | 48      | 1      | 9              | 3              | 6       | 0      | —       | —      | 63      | 4      |

## Трофеји и награде
Партизан
- Куп Србијеː 2018/19.[19]